# Gabi Hartmann
Pour les articles homonymes, voir Hartmann.
Gabi Hartmann, née en 1991 à Paris, est une chanteuse, auteure-compositrice interprète et musicienne française. 

## Biographie

### Jeunesse et formation
Gabrielle Hartmann nait en 1991 à Paris de parents médecins et mélomanes. Elle commence le piano à 8 ans puis découvre les voix soul de Nina Simone, Otis Redding, Billie Holiday et écrit ses premières chansons à 16 ans.
Au lycée, elle commence le conservatoire puis s'oriente vers un double cursus de sciences politiques et de philosophie à Sciences Po Paris, part au Brésil dans le cadre d'Erasmus où elle découvre notamment les voix de Joao Gilberto, Caetano Veloso et Gal Costa. Elle fait ensuite un master d’ethnomusicologie pendant deux ans en Angleterre à la School of Oriental and African Studies et à Paris.
A Paris, elle décide d'étudier le jazz au conservatoire puis poursuit à la Schola Cantorum de Paris en chant jazz, puis au conservatoire de jazz où elle étudie le piano et l'harmonie.

### Carrière
Après plusieurs collaborations avec des musiciens, en 2018, elle rencontre à New York Jesse Harris (auteur-compositeur pour Norah Jones, Melody Gardot, Madeleine Peyroux) lors d'une session d'enregistrement. Séduit par ses chansons brésiliennes, il décide de produire son premier EP, Always Seem To Get Things Wrong. 
En 2023, elle sort son premier album éponyme qui prend la première place du classement des meilleures ventes d'albums de jazz en France et est écouté plus de vingt millions de fois dans le monde,,. Elle reçoit aussi le prix de la nouvelle artiste internationale au Japon (Japan Gold Disc Awards). Elle fait la première partie de Jamie Cullum, Melody Gardot, Ayọ, M puis fait une tournée en France notamment à La Cigale et aux Francofolies de La Rochelle, en Espagne et en Allemagne,.

## Discographie
- 2021 : Always Seem To Get Things Wrong, EP
- 2023 : Gabi Hartmann
- 2024 : Little Song Lines, EP
- 2025 : La femme aux yeux de sel

## Distinctions
- Japan Gold Disc Awards 2023 : nouvelle artiste internationale